# フデ五

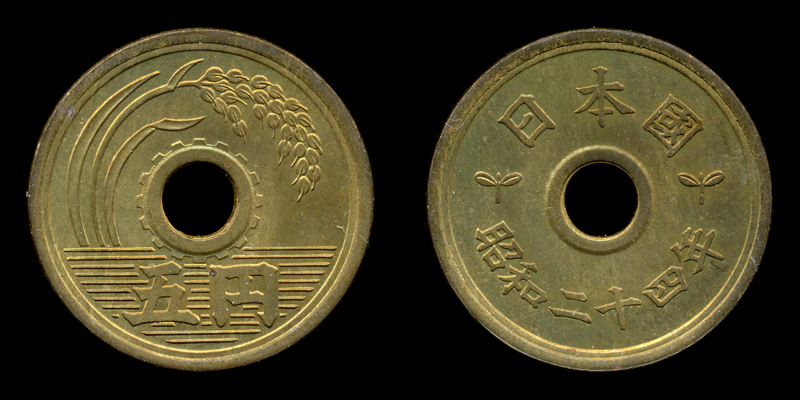
フデ五。昭和24年

フデ五（ふでご、筆五）とは、日本で1949年（昭和24年）から1958年（昭和33年）にかけて発行された五円硬貨を指す（1954年（昭和29年）から1956年（昭和31年）は未発行）。現在の五円硬貨の書体がゴシック体であるのに対し、フデ五は楷書体であり、筆で書いたように見えることからこのように呼ばれる。裏面の「日本国」の「国」が旧字体の「國」である点も識別の手がかりになる。同時期に発行された、現行かつ現在も事実上流通している硬貨であるギザ十と共に、この語が用いられることが多い。
フデ五は昭和24年から製造・発行が開始されているが、「昭和二十四年」と刻印された五円硬貨には、フデ五と、それよりも前に発行された国会議事堂のデザインで穴のない五円硬貨の、2種類のデザインが存在する。
1959年（昭和34年）以降の五円硬貨では、他の硬貨との文字の字体・書体の統一のため、硬貨上に記された文字の書体がゴシック体の新字体表記に改められた。

## 五円硬貨（フデ五・現行五円硬貨（ゴシック体））の規格
- 直径 - 22mm
- 品位 - 銅60% - 70% / 亜鉛40% - 30%
- 量目 - 3.75g

## コレクションとしてのフデ五
フデ五は、ギザ十ほどの知名度はないものの、その識別の容易さから従来コイン収集の対象とされてきた。しかし、実際の取引市場においては、その発行枚数の多さ故、発行枚数が1000万枚と少ない昭和32年銘の硬貨を除いては美品でない限り全く取り合ってもらえないのが現状である。すなわち、美品より劣る並品（完全に酸化・磨耗された状態）の場合、稀にプレミアを付けて販売されることはあっても、買取の際には取引対象とされない、或いは額面通りとされるのが一般である。但し当該時期の発行枚数が、現在のゴシック体になってからの五円硬貨に比べ全体的に少ないため、ギザ十と比較すれば希少価値は高めである。

## 発行年数と発行枚数
- 1949年（昭和24年） - 111,896,000枚
- 1950年（昭和25年） - 181,824,000枚
- 1951年（昭和26年） - 197,980,000枚
- 1952年（昭和27年） - 55,000,000枚
- 1953年（昭和28年） - 45,000,000枚
- 1954年（昭和29年） - 発行されず（未発行）
- 1955年（昭和30年） - 発行されず（未発行）
- 1956年（昭和31年） - 発行されず（未発行）
- 1957年（昭和32年） - 10,000,000枚
- 1958年（昭和33年） - 50,000,000枚